# Roger Hitoto
Roger Hitoto (ur. 24 lutego 1969 w Mbandarze) – kongijski piłkarz grający na pozycji pomocnika.

## Kariera klubowa
Swoją karierę piłkarską Hitoto rozpoczął we Francji, w klubie FC Rouen. W 1988 roku awansował do kadry pierwszego zespołu i w sezonie 1988/1989 zadebiutował w nim w drugiej lidze francuskiej. W FC Rouen występował do końca sezonu 1993/1994.
Latem 1994 roku Hitoto przeszedł do pierwszoligowego Lille OSC. W sezonie 1996/1997 spadł z Lille do drugiej ligi. W rozgrywkach drugiej ligi grał w barwach Lille przez dwa sezony. W 2001 roku wrócił do FC Rouen. W 2002 roku został zawodnikiem FC Mantois 78. Grał w nim do 2005 roku. W sezonie 2005/2006 występował w CMS Oissel, w którym zakończył karierę.
| Sezon   | Klub          | Kraj    | Rozgrywki  | Mecze | Bramki |
| ------- | ------------- | ------- | ---------- | ----- | ------ |
| 1988/89 | FC Rouen      | Francja | Division 2 | 12    | 0      |
| 1989/90 | FC Rouen      | Francja | Division 2 | 22    | 1      |
| 1990/91 | FC Rouen      | Francja | Division 2 | 21    | 0      |
| 1991/92 | FC Rouen      | Francja | Division 2 | 28    | 0      |
| 1992/93 | FC Rouen      | Francja | Division 2 | 31    | 0      |
| 1993/94 | FC Rouen      | Francja | Division 2 | 33    | 0      |
| 1994/95 | Lille OSC     | Francja | Division 1 | 19    | 1      |
| 1995/96 | Lille OSC     | Francja | Division 1 | 32    | 1      |
| 1996/97 | Lille OSC     | Francja | Division 1 | 15    | 1      |
| 1997/98 | Lille OSC     | Francja | Division 2 | 17    | 0      |
| 1998/99 | Lille OSC     | Francja | Division 2 | 26    | 0      |
| 2001/02 | FC Rouen      | Francja | CFA        | 31    | 0      |
| 2002/03 | FC Mantois 78 | Francja | CFA        | ?     | ?      |
| 2003/04 | FC Mantois 78 | Francja | CFA        | 6     | 1      |
| 2004/05 | FC Mantois 78 | Francja | CFA        | ?     | ?      |
| 2005/06 | CMS Oissel    | Francja | CFA        | ?     | ?      |

## Kariera reprezentacyjna
W reprezentacji Zairu Hitoto zadebiutował w 1996 roku. W tym samym roku został powołany do kadry na Puchar Narodów Afryki 1996. Wystąpił na nim w dwóch spotkaniach: z Gabonem (1:1) i ćwierćfinale z Ghaną (0:1).
W 1998 roku Hitoto był w kadrze Demokratycznej Republiki Konga na Puchar Narodów Afryki 1998. Rozegrał na nim trzy mecze: z Togo (2:1), z Tunezją (1:2) i półfinałowy z Republiką Południowej Afryki (1:2). Z Demokratyczną Republiką Konga zajął 3. miejsce w tym turnieju.